# جلهم شمالي

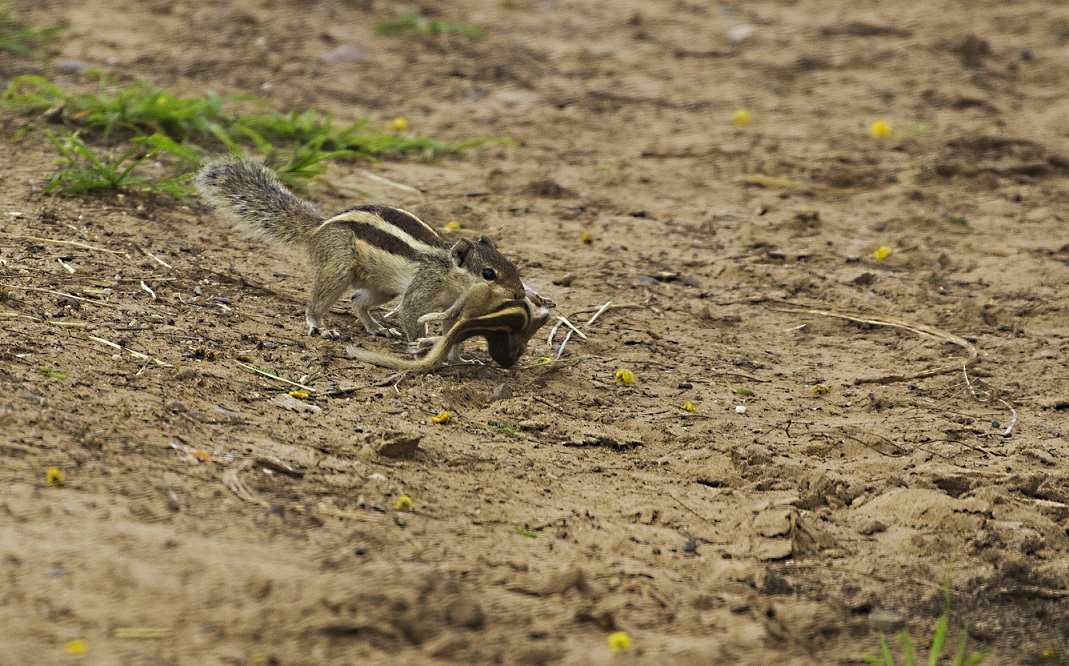
جلهم خماسي الخطوط يرفض ترك طفلها الميت. حملته في فمها بالقرب من قرية ديفا في أناند، كجرات.

الجلهم الشمالي (Funambulus pennantii)، المعروف أيضًا باسم الجلهم الخماسي الخطوط، هو نوع من القوارض يتبع فصيلة السنجابيات.  أقرت بعض السلطات بنويعتين، F. p. pennantii و F. p. argentescens. إنه نوع شبه شجري موجود في الغابات الاستوائية وشبه الاستوائية الجافة النفضية والعديد من الموائل الريفية والحضرية الأخرى. إنه نوع شائع واسع النطاق وقد صنف الاتحاد الدولي للحفاظ على الطبيعة حالة حفظه على أنه "غير مهدد".

## التوزيع
توجد في جزر أندامان وجزر نيكوبار (مستقدم) والهند ونيبال وبنغلاديش وباكستان وإيران. في الهند، إنه شائع إلى حد ما في المناطق الحضرية، حتى في المدن الكبيرة مثل دلهي وكلكتا.